# 4943 Лак д'Орієнт
4943 Лак д'Орієнт (4943 Lac d'Orient) — астероїд головного поясу, відкритий 27 липня 1987 року.
Тіссеранів параметр щодо Юпітера — 3,338.